# Nati nel 1959/Ottobre
| Questa pagina contiene informazioni ricavate automaticamente dalle voci biografiche con l'ausilio del template Bio e di un bot. L'aggiornamento è periodico e automatico e ricostruisce completamente la pagina. Se manca una persona in questa lista, sei pregato di non aggiungerla, ma accertati piuttosto che la sua voce biografica contenga il template Bio e che i dati anagrafici siano correttamente compilati. Se il template Bio manca, inseriscilo tu stesso o, in alternativa, metti l'avviso {{tmp\|Bio}} che ne segnala la mancanza. Se i dati riportati sono sbagliati, correggi direttamente la voce biografica; le modifiche saranno visibili in questa lista entro pochi giorni. Per chiarimenti vedi il progetto biografie. La lista contiene solo le 271 persone che sono citate nell'enciclopedia e per le quali è stato implementato correttamente il template Bio. Pagina aggiornata al 18 ago 2025. |

- 1º ottobre - Mark Aizlewood, allenatore di calcio e ex calciatore gallese
- 1º ottobre - Marcos Alonso Peña, calciatore e allenatore di calcio spagnolo († 2023)
- 1º ottobre - Zufer Avdija, ex cestista e allenatore di pallacanestro serbo
- 1º ottobre - Rogério Gonçalves, allenatore di calcio portoghese
- 1º ottobre - Evgenij Grišin, ex pallanuotista sovietico
- 1º ottobre - Donato Iacovone, dirigente d'azienda italiano
- 1º ottobre - Kurt Jørgensen, ex calciatore e ex giocatore di calcio a 5 danese
- 1º ottobre - Youssou N'Dour, cantante e politico senegalese
- 2 ottobre - Bruce Balan, scrittore statunitense
- 2 ottobre - Kevin Eldon, attore britannico
- 2 ottobre - Luis Fernández, allenatore di calcio e ex calciatore spagnolo
- 2 ottobre - Lena Hades, pittrice russa
- 2 ottobre - Rudolf Koelman, violinista olandese
- 2 ottobre - Rodrigo Santander, ex calciatore cileno
- 3 ottobre - Alessandra Costanzo, attrice italiana
- 3 ottobre - Fred Couples, golfista statunitense
- 3 ottobre - Paolo Fantazzini, giocatore di football americano italiano († 2010)
- 3 ottobre - Geir Holte, ex fondista norvegese
- 3 ottobre - Cornelia Linse, ex canottiera tedesca
- 3 ottobre - Maurizio Lupi, politico italiano
- 3 ottobre - Luis Alberto Mosquera, ex calciatore cileno
- 3 ottobre - Greg Proops, attore e doppiatore statunitense
- 3 ottobre - Carmen Russo, showgirl, ballerina e personaggio televisivo italiana
- 3 ottobre - Frank Stephenson, designer statunitense
- 3 ottobre - Randy Taguchi, scrittrice giapponese
- 3 ottobre - Jack Wagner, attore e cantante statunitense
- 3 ottobre - Martina Willing, atleta paralimpica, fondista e biatleta tedesca
- 4 ottobre - Claudio Brachino, giornalista, saggista e conduttore televisivo italiano
- 4 ottobre - Ricardo Cardoso Guimarães, ex cestista e allenatore di pallacanestro brasiliano
- 4 ottobre - Francesco De Angelis, politico italiano
- 4 ottobre - Ugo Dighero, comico e attore italiano
- 4 ottobre - Moses Effiong, calciatore nigeriano († 2025)
- 4 ottobre - Valérie Fourneyron, politica francese
- 4 ottobre - Chris Lowe, tastierista britannico
- 4 ottobre - Patxi López, politico spagnolo
- 4 ottobre - Klaus Maran, ex velista italiano
- 4 ottobre - Sandy Marton, cantante e imprenditore croato
- 5 ottobre - Imelda Bengoa, ex cestista spagnola
- 5 ottobre - Mario Cei, attore italiano
- 5 ottobre - Danny Chandler, pilota motociclistico statunitense († 2010)
- 5 ottobre - Paulo Borges, filosofo e scrittore portoghese
- 5 ottobre - Michele Fiore, militare italiano († 1991)
- 5 ottobre - Laura Fogli, ex maratoneta italiana
- 5 ottobre - Jerome Henderson, ex cestista statunitense
- 5 ottobre - Feri Lainšček, scrittore, poeta e sceneggiatore sloveno
- 5 ottobre - Maya Lin, scultrice statunitense
- 5 ottobre - Michele Porcari, politico e avvocato italiano
- 6 ottobre - Brett Harvey, ex rugbista a 15 neozelandese
- 6 ottobre - Brian Higgins, politico statunitense
- 6 ottobre - Adam Kubert, fumettista statunitense
- 6 ottobre - Lai Ching-te, politico taiwanese
- 6 ottobre - Robyn Maher, ex cestista australiana
- 6 ottobre - Smash, wrestler statunitense
- 6 ottobre - Gaetano Vincenzo Vicari, saggista italiano
- 6 ottobre - Turki bin Sultan Al Sa'ud, principe e politico saudita († 2012)
- 7 ottobre - Bernardo Añor, ex calciatore venezuelano
- 7 ottobre - Dylan Baker, attore statunitense
- 7 ottobre - Simon Cowell, personaggio televisivo e produttore discografico britannico
- 7 ottobre - Nikos Dendias, avvocato e politico greco
- 7 ottobre - Steven Erikson, scrittore canadese
- 7 ottobre - Thomas Eriksson, ex fondista svedese
- 7 ottobre - Lourdes Flores, avvocata e politica peruviana
- 7 ottobre - Martin Knosp, ex lottatore tedesco
- 7 ottobre - Loris Reggiani, pilota motociclistico italiano
- 7 ottobre - Darrell Rooney, regista e animatore canadese
- 7 ottobre - Katrina vanden Heuvel, editrice e imprenditrice statunitense
- 8 ottobre - Christin Cooper, ex sciatrice alpina statunitense
- 8 ottobre - Tony Eason, ex giocatore di football americano statunitense
- 8 ottobre - Gavin Friday, cantautore e attore irlandese
- 8 ottobre - Steven Katz, sceneggiatore statunitense
- 8 ottobre - Carlos Noriega, ex astronauta peruviano
- 8 ottobre - Caroline Paulus, modella, cantante e attrice francese
- 8 ottobre - Jørgen Vagn Pedersen, ex ciclista su strada, pistard e dirigente sportivo danese
- 8 ottobre - Mike Teague, rugbista a 15 inglese
- 8 ottobre - Antonio Tempestilli, dirigente sportivo, allenatore di calcio e ex calciatore italiano
- 8 ottobre - Christian Waldner, politico italiano († 1997)
- 9 ottobre - Eva Maria Düringer, stilista e modella austriaca
- 9 ottobre - Bill Lee, politico e imprenditore statunitense
- 9 ottobre - Lucio Andrice Muandula, vescovo cattolico mozambicano
- 9 ottobre - Boris Nemcov, politico russo († 2015)
- 9 ottobre - Irina Pod"jalovskaja, mezzofondista sovietica († 2024)
- 9 ottobre - Giorgio Vanzetta, ex fondista italiano
- 9 ottobre - Rudolf Voderholzer, vescovo cattolico tedesco
- 10 ottobre - Victoria Clark, attrice, soprano e regista teatrale statunitense
- 10 ottobre - Massimo Depaoli, politico italiano
- 10 ottobre - Marcelo Ebrard, politico messicano
- 10 ottobre - Eric Fellner, produttore cinematografico inglese
- 10 ottobre - Erika Géczi, ex canoista ungherese
- 10 ottobre - Jaime Hernandez, fumettista e disegnatore statunitense
- 10 ottobre - Michael Klein, calciatore rumeno († 1993)
- 10 ottobre - Igor Sergei Klinki, poeta e scrittore ucraino
- 10 ottobre - Kirsty MacColl, cantautrice britannica († 2000)
- 10 ottobre - Roberto Monti, ex arbitro di calcio a 5 italiano
- 10 ottobre - José Pastinelli, ex calciatore francese
- 10 ottobre - Julia Sweeney, attrice statunitense
- 10 ottobre - Mario Tullo, politico italiano
- 10 ottobre - Bradley Whitford, attore statunitense
- 11 ottobre - Wayne Gardner, pilota motociclistico e pilota automobilistico australiano
- 11 ottobre - Paul Haghedooren, ciclista su strada belga († 1997)
- 11 ottobre - Bob Inglis, politico e avvocato statunitense
- 11 ottobre - Grigorij Kajdanov, scacchista statunitense
- 11 ottobre - Hans-Dieter Lucas, diplomatico tedesco
- 11 ottobre - Paul Miller, ex calciatore inglese
- 11 ottobre - Michiel Schapers, allenatore di tennis e ex tennista olandese
- 11 ottobre - Kārlis Šadurskis, politico lettone
- 12 ottobre - Rocco Amboni, ex ginnasta italiano
- 12 ottobre - Charles John Brown, arcivescovo cattolico statunitense
- 12 ottobre - Rogelio Delgado, ex calciatore paraguaiano
- 12 ottobre - Pierre Dréossi, dirigente sportivo, allenatore di calcio e ex calciatore francese
- 12 ottobre - Paul Goddard, ex calciatore britannico
- 12 ottobre - Katharina Prelicz-Huber, insegnante e politica svizzera
- 12 ottobre - Marco Rizzo, politico italiano
- 12 ottobre - Rudy Woods, cestista statunitense († 2016)
- 13 ottobre - Massimo Bonini, dirigente sportivo, allenatore di calcio e ex calciatore sammarinese
- 13 ottobre - Dan DiDio, fumettista e editore statunitense
- 13 ottobre - Robert Jarczyk, attore, regista e sceneggiatore tedesco
- 13 ottobre - Scott McPherson, drammaturgo e attore teatrale statunitense († 1992)
- 13 ottobre - Marie Osmond, cantante e conduttrice televisiva statunitense
- 13 ottobre - Maria Luisa Pellizzari, dirigente pubblica e poliziotta italiana
- 13 ottobre - Wayne Pygram, attore e percussionista australiano
- 13 ottobre - Dorian Ștefan, ex calciatore rumeno
- 14 ottobre - Cannelle, ex modella, showgirl e cantante francese
- 14 ottobre - Matilde Celentano, politica e medico italiana
- 14 ottobre - Fabio Ferrari, attore italiano
- 14 ottobre - Aleksej Kasatonov, ex hockeista su ghiaccio, allenatore di hockey su ghiaccio e dirigente sportivo russo
- 14 ottobre - A.J. Pero, batterista statunitense († 2015)
- 14 ottobre - Ricardo Zielinski, allenatore di calcio e ex calciatore argentino
- 15 ottobre - Andy Holmes, canottiere britannico († 2010)
- 15 ottobre - Vlaho Macan, ex calciatore croato
- 15 ottobre - Alex Paterson, musicista britannico
- 15 ottobre - Sarah Ferguson, duchessa inglese
- 15 ottobre - Todd Solondz, regista e sceneggiatore statunitense
- 15 ottobre - Darrell Steinberg, politico statunitense
- 16 ottobre - Luca Bagliani, politico italiano
- 16 ottobre - Pep Coll, scrittore spagnolo
- 16 ottobre - Kevin Figaro, ex cestista statunitense
- 16 ottobre - Gary Kemp, cantautore, musicista e attore britannico
- 16 ottobre - David Neeleman, imprenditore statunitense
- 16 ottobre - Pamela C. Rasmussen, ornitologa statunitense
- 16 ottobre - Jamie Salmon, ex rugbista a 15, allenatore di rugby a 15 e giornalista britannico
- 16 ottobre - Erkki-Sven Tüür, compositore estone
- 16 ottobre - James Vann Johnston, vescovo cattolico statunitense
- 16 ottobre - Andres Veiel, regista e sceneggiatore tedesco
- 16 ottobre - John Whittingdale, politico britannico
- 17 ottobre - Francisco Flores Pérez, politico salvadoregno († 2016)
- 17 ottobre - Ameenah Gurib, politica mauriziana
- 17 ottobre - Cristina Jacob, regista romena
- 17 ottobre - Norm Macdonald, comico, sceneggiatore e attore canadese († 2021)
- 17 ottobre - Corrado Merli, ex calciatore italiano
- 17 ottobre - Ronald Schilp, ex cestista olandese
- 17 ottobre - Patricia Van Doren, ex cestista belga
- 18 ottobre - Sergio Baracco, personaggio televisivo italiano
- 18 ottobre - Ernesto Canto, marciatore messicano († 2020)
- 18 ottobre - Rui Casaca, dirigente sportivo, allenatore di calcio e ex calciatore portoghese
- 18 ottobre - Armando Ceroni, giornalista svizzero
- 18 ottobre - Mauricio Funes, politico e giornalista salvadoregno († 2025)
- 18 ottobre - Tat'jana Kolpakova, ex lunghista sovietica
- 18 ottobre - Milčo Mančevski, regista macedone
- 18 ottobre - John Nord, ex wrestler statunitense
- 18 ottobre - Stefano Quattrini, ex calciatore italiano
- 18 ottobre - Dennis Ross, politico statunitense
- 18 ottobre - Agustín Rossi, politico argentino
- 18 ottobre - Alfred Silginer, ex slittinista italiano
- 18 ottobre - Thodōros Skylakakīs, politico greco
- 19 ottobre - Nir Barkat, imprenditore e politico israeliano
- 19 ottobre - Mike Jackel, ex cestista canadese
- 19 ottobre - Ralf Lau, scacchista tedesco
- 19 ottobre - Riccardo Nencini, politico e scrittore italiano
- 19 ottobre - Oliviero de Quintajé, cantautore e musicista italiano († 2007)
- 20 ottobre - Anna Lisa Baroni, politica italiana
- 20 ottobre - Mauro Bonato, giornalista, politico e editore italiano
- 20 ottobre - Niamh Cusack, attrice irlandese
- 20 ottobre - Omar Da Fonseca, ex calciatore argentino
- 20 ottobre - Bartolomé Hernández Alcalá, calciatore spagnolo († 2018)
- 20 ottobre - Fabienne Keller, politica francese
- 20 ottobre - Declan Kidney, allenatore di rugby a 15 e docente irlandese
- 20 ottobre - Boris Strel, sciatore alpino sloveno († 2013)
- 21 ottobre - Tamara De Treaux, attrice statunitense († 1990)
- 21 ottobre - Tony Ganios, attore statunitense († 2024)
- 21 ottobre - Augusta Gori, attrice italiana († 2025)
- 21 ottobre - Evaristo Pérez Carrión, ex cestista dominicano
- 21 ottobre - Mauro Raccasi, scrittore, giornalista e sceneggiatore italiano
- 21 ottobre - Kevin Sheedy, allenatore di calcio e ex calciatore gallese
- 21 ottobre - Ken Watanabe, attore e doppiatore giapponese
- 21 ottobre - Sérgio da Rocha, cardinale e arcivescovo cattolico brasiliano
- 21 ottobre - André Luís dos Santos Ferreira, ex calciatore brasiliano
- 22 ottobre - Todd Graff, attore, sceneggiatore e regista statunitense
- 22 ottobre - Gustavo Guerrero, ex tennista argentino
- 22 ottobre - Marc Lawrence, sceneggiatore, regista e produttore cinematografico statunitense
- 22 ottobre - Lawrie Sanchez, allenatore di calcio e ex calciatore nordirlandese
- 22 ottobre - Marc Shaiman, compositore statunitense
- 22 ottobre - Arturo Stalteri, pianista, compositore e conduttore radiofonico italiano
- 22 ottobre - Michel Vion, dirigente sportivo e ex sciatore alpino francese
- 23 ottobre - Antonio Baiocco, autore televisivo, regista e sceneggiatore italiano
- 23 ottobre - Atanas Komšev, lottatore bulgaro († 1994)
- 23 ottobre - Walter Pichler, ex biatleta tedesco occidentale
- 23 ottobre - Sam Raimi, regista, sceneggiatore e attore statunitense
- 23 ottobre - Sergio Antonio Scalese, generale italiano
- 23 ottobre - Vernon Smith, cestista statunitense († 1992)
- 23 ottobre - Oumar Sène, ex calciatore senegalese
- 23 ottobre - "Weird Al" Yankovic, cantautore, fisarmonicista e attore statunitense
- 24 ottobre - Alessandro Bovo, ex pugile italiano
- 24 ottobre - Chihiro Fujioka, compositore giapponese
- 24 ottobre - Michelle Lujan Grisham, politica e avvocata statunitense
- 24 ottobre - Rowland S. Howard, musicista australiano († 2009)
- 24 ottobre - Brad Johnson, attore statunitense († 2022)
- 24 ottobre - Yakov Kreizberg, direttore d'orchestra russo († 2011)
- 24 ottobre - Dave Meltzer, giornalista statunitense
- 24 ottobre - Fernando Pinillo, cestista panamense († 2022)
- 24 ottobre - Francesco Antonio Soddu, vescovo cattolico italiano
- 25 ottobre - Óscar Aguirregaray, ex calciatore uruguaiano
- 25 ottobre - Chrissy Amphlett, cantante australiana († 2013)
- 25 ottobre - Ratko Dostanić, allenatore di calcio e ex calciatore serbo
- 25 ottobre - Henrik Jensen, allenatore di calcio e ex calciatore danese
- 25 ottobre - Serik Konakbayev, ex pugile kazako
- 25 ottobre - Bruce Mau, designer canadese
- 26 ottobre - Laura Aguilar, fotografa statunitense († 2018)
- 26 ottobre - Giusy Cecchi, ex cestista italiana
- 26 ottobre - François Chau, attore cambogiano
- 26 ottobre - Paul Farmer, antropologo e medico statunitense († 2022)
- 26 ottobre - Marilyn Jess, attrice pornografica francese
- 26 ottobre - Dana Kimmell, attrice statunitense
- 26 ottobre - Alex Martínez, ex calciatore cileno
- 26 ottobre - Evo Morales, sindacalista e politico boliviano
- 27 ottobre - Rick Carlisle, allenatore di pallacanestro e ex cestista statunitense
- 27 ottobre - Silvano Fuso, divulgatore scientifico e saggista italiano
- 27 ottobre - Víctor Luna, calciatore colombiano († 2024)
- 27 ottobre - Hiroshi Ohashi, allenatore di calcio giapponese
- 27 ottobre - Brian Pockar, pattinatore artistico su ghiaccio canadese († 1992)
- 27 ottobre - Peter Renner, ex siepista neozelandese
- 27 ottobre - Fedele Sanciu, politico italiano
- 27 ottobre - Bruno Siciliano, ingegnere e divulgatore scientifico italiano
- 27 ottobre - Clinton Wheeler, cestista statunitense († 2019)
- 28 ottobre - Abdelkader Mohamed Ali, politico spagnolo
- 28 ottobre - Dan Koehl, circense e zoologo svedese
- 28 ottobre - Toshio Masuda, chitarrista e compositore giapponese
- 28 ottobre - José Luis Munguía, calciatore salvadoregno († 1985)
- 28 ottobre - Peter Pacult, allenatore di calcio e ex calciatore austriaco
- 28 ottobre - Randy Wittman, ex cestista e allenatore di pallacanestro statunitense
- 28 ottobre - Nail' Zakerov, allenatore di calcio a 5, ex giocatore di calcio a 5 e ex calciatore russo
- 29 ottobre - Maria Leitner, giornalista, conduttrice televisiva e telecronista sportiva italiana
- 29 ottobre - Ernesto Lomasti, alpinista italiano († 1979)
- 29 ottobre - John Magufuli, politico tanzaniano († 2021)
- 29 ottobre - Kuniharu Nakamoto, ex calciatore giapponese
- 29 ottobre - Mark Nichols, ex giocatore di football americano statunitense
- 29 ottobre - Steen-Michael Petersen, ex ciclista su strada danese
- 30 ottobre - Marc Alexandre, ex judoka francese
- 30 ottobre - Mario Beretta, dirigente sportivo e allenatore di calcio italiano
- 30 ottobre - Alex Bradley, ex cestista statunitense
- 30 ottobre - Zabou Breitman, attrice, regista e sceneggiatrice francese
- 30 ottobre - Pavlos Chaikalis, attore e politico greco
- 30 ottobre - Thomas Hefti, politico, avvocato e militare svizzero
- 30 ottobre - Glenn Hysén, allenatore di calcio e ex calciatore svedese
- 30 ottobre - Richard LaGravenese, sceneggiatore e regista statunitense
- 30 ottobre - Mark McBain, ex rugbista a 15 e allenatore di rugby a 15 australiano
- 30 ottobre - Luigi Vinaccia, pilota automobilistico italiano
- 31 ottobre - Marco Bucci, politico e dirigente d'azienda italiano
- 31 ottobre - Celeste, cantante e modella statunitense
- 31 ottobre - Ludomir Chronowski, ex schermidore polacco
- 31 ottobre - Rudi Ghedini, scrittore italiano
- 31 ottobre - Ann Henricksson, ex tennista statunitense
- 31 ottobre - Li Qiuping, ex cestista e allenatore di pallacanestro cinese
- 31 ottobre - Mats Näslund, ex hockeista su ghiaccio svedese
- 31 ottobre - Lorry Orsini, ex sollevatore australiano
- 31 ottobre - Bruno Ramella, disegnatore italiano
- 31 ottobre - Scott Reagers, cantante statunitense
- 31 ottobre - Sergej Rusin, ex nuotatore sovietico
- 31 ottobre - Kenneth Sims, giocatore di football americano statunitense († 2025)
- 31 ottobre - Neal Stephenson, autore di fantascienza statunitense
- 31 ottobre - Claudio Villa, fumettista e illustratore italiano
- 31 ottobre - Zvonko Živković, ex calciatore jugoslavo